# Zittel Cliffs
Le Zittel Cliffs (falesie di Zittel) sono un gruppo di falesie rocciose che si innalzano fino a circa 1.400 m nel settore nordoccidentale dei Du Toit Nunataks, una serie di picchi nei Monti Read, che fanno parte della Catena di Shackleton, nella Terra di Coats in Antartide. 
Una prima ispezione fu condotta dalla Commonwealth Trans-Antarctic Expedition nel 1957. Nel 1967 fu effettuata una ricognizione aerofotografica da parte degli aerei della U.S. Navy. Un'ispezione al suolo fu condotta dalla British Antarctic Survey (BAS) nel periodo 1968-71.
Ricevettero l'attuale denominazione nel 1971 dal Comitato britannico per i toponimi antartici (UK-APC), in onore del paleontologo tedesco Karl Alfred von Zittel (1839-1904) che si era specializzato nello studio delle spugne fossili.